# Yone Minagawa
Yone Minagawa (4. januar 1893 – 13. august 2007) var fra 29. januar 2007 til sin død formodentlig den ældste person i verden.
Hun boede fra 2005 på et plejehjem i Keijuen. Efter sin mand døde tjente hun penge ved at sælge blomster og grøntsager nær en kulmine; på den måde, kunne hun også forsørge sine 5 børn.
Hun blev den ældste i Japan, efter at Ura Keyama døde i april 2005.
1. ↑  Navnet er anført på engelsk og stammer fra Wikidata hvor navnet endnu ikke findes på dansk.
2. ↑  Navnet er anført på svensk og stammer fra Wikidata hvor navnet endnu ikke findes på dansk.